# Hermann Gerhold
Wilhelm Hermann Gerhold (* 21. Juli 1839 in Heinebach; † 23. Juli 1918 in Untermhaus) war ein deutscher Pfarrer und Politiker.

## Leben
Gerhold war der Sohn des Pfarrers Georg Otto August Gerhold zuletzt in Wehren und dessen Ehefrau Amalie Marie Magdalene geborene Stephan. Er war evangelisch-lutherischer Konfession und heiratete am 13. Februar 1872 in Marburg an der Lahn Marie Sophie Amalie Kehr (* 21. April 1848 in Marburg; † 9. Dezember 1910 in Untermhaus), die Tochter des Amtsgerichtsrats Ernst Ulrich Wilhelm Kehr in Marburg.
Gerhold erhielt bis Ostern 1853 Hausunterricht durch seinen Vater und besuchte dann das Gymnasium in Hersfeld, wo er Ostern 1859 das Abitur ablegte. 1859 bis 1862 studierte er in Marburg Theologie bei August Vilmar, dessen Anhänger er wurde. Ostern 1862 legte er die erste theologisch Prüfung und im November des gleichen Jahres das Rektoratsexamen ab. Danach gründete er eine Privatschule in Nentershausen und leitete diese bis 1865. Ostern 1865 bis Herbst 1868 war er Pfarrgehilfe und Hauslehrer in Breitenbach bei Bebra. Am 27. Oktober 1865 wurde er in Kassel ordiniert und legte Frühjahr 1867 die zweite theologische Prüfung ab. Von Herbst 1868 bis 1871 unterstützte er seinen kranken Vater in seinem Pfarramt in Wehren.
Kirchenpolitisch gehörte Gerhold seit der Annexion Kurhessens durch Preußen 1866 zu den Renitenten Hessen und verweigerte daher den Eid auf die preußische Verfassung. Das königliche Konsistorium in Kassel verbot ihm daher 1871 die pfarramtliche Tätigkeit in Wehren. Im gleichen Jahr wurde er aus Hessen-Nassau ausgewiesen. Er folgte einem Ruf nach Reuß älterer Linie, wo er am 1. November 1871 die Stelle eines Tertius an der Knabenbürgerschule annahm. 1872 wurde er Erster Seminarlehrer am dortigen Lehrerseminar, 1878 Seminarinspektor und vom 1. November 1879 bis 1894 hauptamtlicher Seminardirektor (was ab 1882 auch mit der Funktion als Konsistoralassessor im Konsistorium für Schulfragen verbunden war). 1893 erhielt er den Titel Oberschulrat. Ostern 1894 wurde er zum Archidiaconus und 1895 zum Superintendenten und Stadtpfarrer von Greiz ernannt. Er trug nun den Titel eines Konsistorialrates und ab 1905 eines Oberkonsistorialrates. Zum 23. September 1909 wurde er zum Geheimen Oberkonsistorialrat befördert und ging zum 30. September dieses Jahres in den Ruhestand.

## Politik
Gerhold vertrat konservative und antipreußische Positionen. Vom 13. bis zum 21. Dezember 1886 war er als Stellvertreter von Alfred August Mortag Abgeordneter im Greizer Landtag.